# جيليان غريفيثس
جيليان غريفيثس (بالإنجليزية: Gillian Griffiths)‏‏ هي عالمة مناعة بريطانية، حصلت على ميدالية بوكانان عام 2019، حيثُ استلمت الجائزة في اجتماعِ يوم الذكرى السنوية للجمعية المُوافق 29 نوفمبر 2019، وحصلت عليها لوضعها الآليات البيولوجية الأساسية للخلايا التي تدفع إلى قتل الخلايا التائية السامة للخلايا، ووضعها أسس التطبيق الواعي للعلاج المناعي للسرطان.

## الجوائز
- صندوق ويلكوم ترست الرئيسي للبحوث [الإنجليزية]‏
- زمالة أكاديمية العلوم الطبية